# Фудбалска репрезентација Фарских Острва
Фудбалска репрезентација Фарских Острва је национални фудбалски тим Фарских Острва, под контролом фудбалског савеза Фарских Острва. Један је од најслабијих чланова УЕФА, који никад није дошао до финала ниједног међународног интернационалног такмичења. Иако фудбалски савез постоји од 1930. године, ни ФИФА, ни национални фудбалски савез није признао ниједну утакмицу као службену до 1988. године. 
Једна од најуспешнијих утакмица је била када су победили Аустрију 1-0 у првој међународној утакмици 1990. године. Квалификације за Евро-92 су игране у Шведској, зато што није било траве на фудбалском стадиону. Квалификације за евро 2000 и 2004 су игране у Шкотској, уместо на домаћем терену.

## Утакмице против репрезентација Југославије и Србије
| Датум       | Место одигравања          | Резултат | Такмичење           |
| 16.05.1991. | Београд , Југославија     | 7:0      | Квалификације за ЕП |
| 16.10.1991. | Ландскрома, Фарска Острва | 0:2      | Квалификације за ЕП |
| 24.04.1996. | Београд , Југославија     | 3:1      | Квалификације за СП |
| 06.10.1996. | Тофтир , Фарска Острва    | 1:8      | Квалификације за СП |
| 06.06.2001. | Тофтир , Фарска Острва    | 0:6      | Квалификације за СП |
| 15.08.2001. | Београд , Југославија     | 2:0      | Квалификације за СП |
| 06.09.2008. | Београд , Србија          | 2:0      | Квалификације за СП |
| 10.06.2009. | Торшавн , Фарска Острва   | 0:2      | Квалификације за СП |
| 3.09.2010.  | Торшавн , Фарска Острва   | 0:3      | Квалификације за ЕП |